# António Lopes Ribeiro
Vous pouvez aider à l'améliorer ou bien discuter des problèmes sur sa page de discussion.
- Son contenu est rédigé entièrement ou presque à partir d'une seule source. N'hésitez pas à modifier cet article pour améliorer sa vérifiabilité en apportant de nouvelles références dans des notes de bas de page. (Marqué depuis mai 2024)
- Certaines informations devraient être mieux reliées aux sources mentionnées dans la bibliographie ou les liens externes. Améliorez sa vérifiabilité en les associant par des références. (Marqué depuis mai 2024)
- Son texte doit être wikifié : il ne correspond pas à la mise en forme Wikipédia (style, typographie, liens internes, liens entre les wikis, etc.). (Marqué depuis mai 2024)

- Archive Wikiwix
- Bing
- Cairn
- DuckDuckGo
- E. Universalis
- Gallica
- Google
- G. Books
- G. News
- G. Scholar
- Persée
- Qwant
- (zh) Baidu
- (ru) Yandex
- (wd) trouver des œuvres sur Wikidata

Pour les articles homonymes, voir António Ribeiro (homonymie) et Ribeiro.
António Filipe Lopes Ribeiro, né le 16 avril 1908 à Lisbonne et mort en 1995, est un réalisateur portugais.
Fils de Manuel Henrique Correia da Silva Ribeiro et de Ester da Nazaré Lopes, il était le frère aîné de l'acteur Ribeirinho.

## Filmographie
(juin 2024).
- Dia de Portugal na Expo'70 (1970)
- Portugal de Luto na Morte de Salazar (1970)
- Portugal na Expo'70 (1970)
- Casa Bancária Pinto de Magalhães (1963)
- Instituto de Oncologia (1963)
- I Salão de Antiguidades, O (1963)
- Artes ao Serviço da Nação, As (1962)
- Arte Sacra (1960)
- Indústrias Regionais (1960)
- Monumentos de Belém, Os (1960)
- Mosteiros Portugueses (1960)
- Primo Basílio, O (1959)
- Comemorações Nacionais (1958)
- Portugal na Exposição Universal de Bruxelas (1958)
- 30 Anos com Salazar (1957)
- A Gloriosa Viagem ao Brasil (1957)
- A Rainha Isabel II em Portugal (1957)
- A Viagem Presidencial ao Brasil (1957)
- A Visita a Portugal da Rainha Isabel II da Grã Bretanha (1957)
- A Visita do Ministro Paulo Cunha aos Portugueses da Califórnia (1956)
- A Visita do Chefe do Estado à Ilha da Madeira (1955)
- Cortejos de Oferendas (1953)
- Jubileu de Salazar, O (1953)
- A Viagem Presidencial a Espanha (1953)
- A Celebração do 28 de Maio de 1952 (1952)
- Rodas de Lisboa, As (1951)
- Frei Luís de Sousa (1950)
- Algarve d'Além-Mar (1950)
- Casas para Trabalhadores (1950)
- A Festa dos Tabuleiros em Tomar (1950)
- Segurança Social e Assistência Médica (1950)
- Serviços Médico-Sociais (1950)
- Trabalho e Previdência (1950)
- Estampas Antigas de Portugal (1949)
- Só Tem Varíola Quem Quer (1949)
- Lisboa de Hoje e de Amanhã (1948)
- Anjos e Demónios (1947)
- Cortejo Histórico de Lisboa, O (1947)
- A Vizinha do Lado (1945)
- Ilhas Crioulas de Cabo Verde, As (1945)
- A Morte e a Vida do Engenheiro Duarte Pacheco (1944)
- Inauguração do Estádio Nacional (1944)
- Amor de Perdição (1943)
- Portugal na Exposição de Paris de 1937 (1942)
- The Tyrant Father (1941)
- Feitiço do Império (1940)
- Guiné, Berço do Império (1940)
- Viagem de Sua Excelência o Presidente da República a Angola (1939)
- Exposição Histórica da Ocupação (1938)
- A Revolução de Maio (1937)
- Fogos Reais na Escola Prática de Infantaria (1935)
- Wild Cattle (1934)
- A Preparação do Filme 'Gado Bravo' (1933)
- Curso de Oficiais Milicianos em Mafra (1932)
- Uma Batida em Malpique (1929)
- Bailando ao Sol (1928)